# Bruno Kirschner
Bruno Kirschner (geb. 17. August 1884 in Berlin; gest. 13. April 1964 in Jerusalem) war ein deutsch-israelischer Judaist, Historiker, Numismatiker und Mitherausgeber/Mitbegründer des Jüdischen Lexikons, einer von 1927 bis 1930 erschienenen deutschsprachigen Enzyklopädie zum Judentum.

## Leben
Bruno Kirschner war der Sohn des aus Oberschlesien stammenden Kaufmanns Max Kirschner (1855–1935) und seiner Ehefrau Berta, geb. Cohn.
Kirschner studierte Nationalökonomie und Philologie an der Friedrich-Wilhelms-Universität in Berlin, in München und in Heidelberg. 1907 wurde er mit einer Dissertation über Alfabetische Akrosticha in der Syrischen Kirchenpoesie von der Universität Heidelberg zum Dr. phil. promoviert. 1908 legte er das Rabbinerexamen ab. Beruflich arbeitete er in der Berliner Stadtverwaltung, war Syndikus des Verbandes deutscher Eisenbahnsignalbauanstalten, Hauptgeschäftsführer des Ausstellungs- und Messeamtes des Reichsverbandes der Deutschen Industrie (RDI) und schließlich Filialleiter der Allianz Versicherungs-AG.
„Nebenher“, neben seiner beruflichen Tätigkeit, widmete er sich der jüdischen Geschichte. 1924 war er Mitbegründer der Soncino-Gesellschaft. Er schrieb zahlreiche Beiträge für die Jüdische Rundschau und vor allem für das Jüdische Lexikon, dessen Mitherausgeber er war.
1937 emigrierte Kirschner mit seiner Familie von Berlin nach Jerusalem. Nach der Emigration hielt er Vorträge zur jüdischen Geschichte für deutschsprachige Einwanderer nach Palästina. Er war einer der Gründer des Leo Baeck Institutes in Jerusalem und arbeitete an der Germania Judaica mit. Eingehend erforschte er die jüdische Numismatik und Münzen, auf den Juden abgebildet sind.
Nachgelassene Aufzeichnungen und Briefwechsel der Jahre von 1955 bis 1962 werden in der Hebräischen Universität Jerusalem verwahrt.

## Familie
Bruno Kirschner war verheiratet mit Paula Kirschner geb. Jochsberger (geb. 8. Februar 1885 in Berlin, gest. 24. Dezember 1991 in Jerusalem). Sie hatten drei Kinder: Gideon (* 1919), Hanna (* 1921) und Gabriel (* 1927).
Bruno Kirschners Onkel, Emanuel Kirschner, war ein bekannter Komponist und Kantor der Münchner Jüdischen Gemeinde.

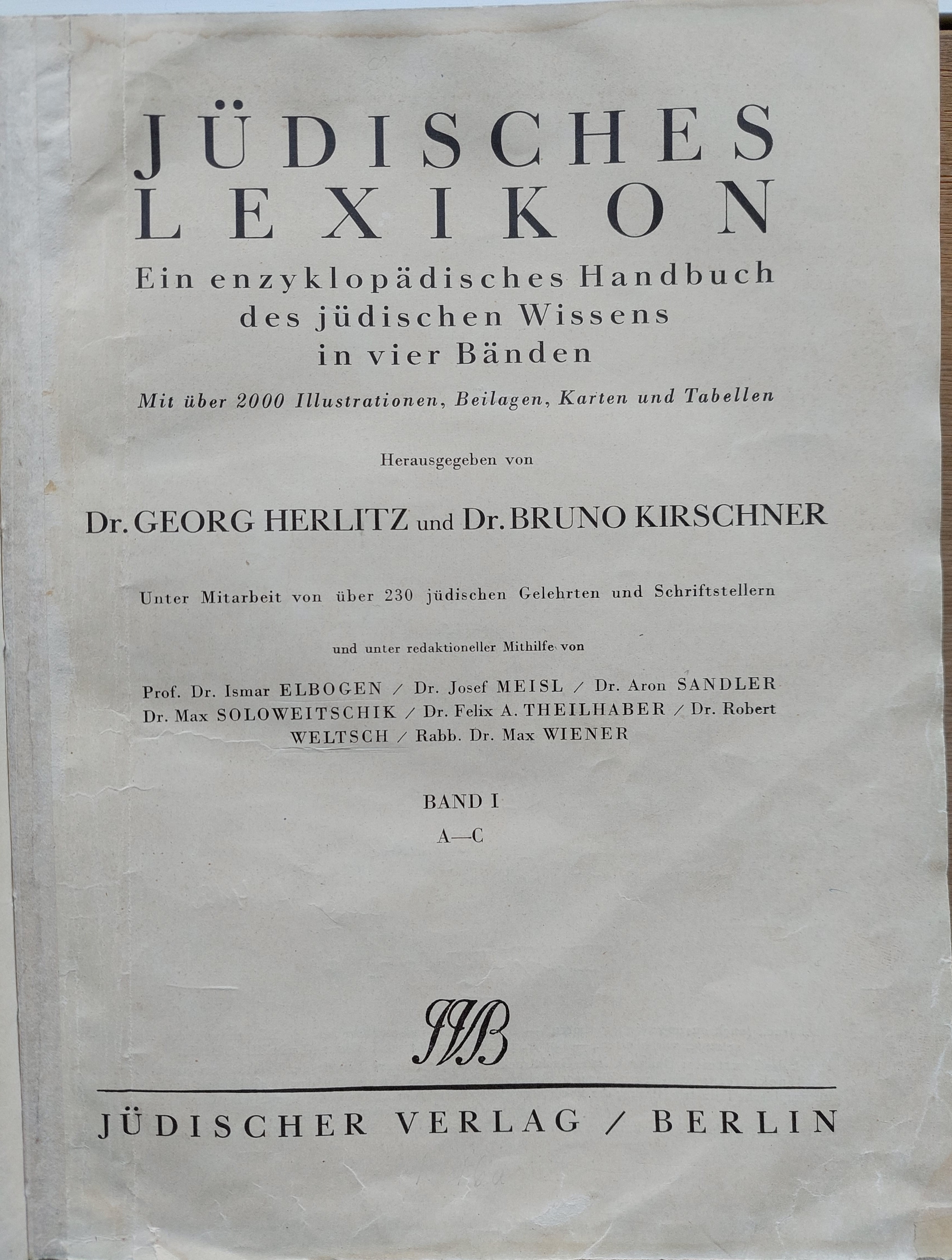
Jüdisches Lexikon, Band I (1927)

## Veröffentlichungen
- als Herausgeber mit Georg Herlitz: Jüdisches Lexikon. Ein enzyklopädisches Handbuch des jüdischen Wissens in vier Bänden. (Bd. 1: A–C., 1927; Bd. 2: D–H., 1928; Bd. 3: Ib–Ma., 1928; Bd. 4, 1: Me–R., 1930; Bd. 4, 2: S–Z.). Jüdischer Verlag, Berlin 1927–1930, (Nachdruck: Athenäum, Frankfurt am Main 1987, ISBN 3-610-00400-2).
- Judaica in nummis. In: Monatsschrift für Geschichte und Wissenschaft des Judentums. Jg. 83 = Neue Folge Jg. 47, 1939, S. 590–605.
- Deutsche Spottmedaillen auf Juden. Bearbeitet und herausgegeben von Arie Kindler. Ernst Battenberg, München 1968.